# کراسنی مایاک
کراسنی مایاک (انگلیسی: Krasny Mayak) یک شهرک در شهرستان کویورگازینسکی جمهوری باشقیرستان در کشور روسیه است.